# Osiedle Tysiąclecia (Stargard)
Osiedle Tysiąclecia – osiedle Stargardu, założone w 1957, położone w centralnej części miasta. Osiedle jest pierwszym powojennym osiedlem wybudowanym przez Polaków w Stargardzie. Jego budowę zakończono w 1966, w 1000. rocznicę Chrztu Polski, stąd jego nazwa. Osiedle spełnia tylko funkcję mieszkalną.